# Jerónimo Barón
Jerónimo Barón (Mar del Plata, Provincia de Buenos Aires, Argentina, 11 de septiembre de 1995) es un exjugador de básquetbol argentino que se desempeñaba como alero.

## Trayectoria

### Peñarol
Jerónimo Barón llega procedente de Unión, también era pretendido por Estudiantes de Olavarría, pero termina firmando con el Milrayita, debuta profesionalmente en la Liga Nacional de Básquet 2014-15, ocupando una ficha de juvenil del equipo, logra disputar 15 partidos, promediando 2,9 puntos, 0,9 rebotes por partido.

### Petrolero
El 25 de agosto del 2015 se confirma su llegada a al Club Social y Deportivo Petrolero Argentino para ocupar la ficha U23 y disputar el Torneo Nacional de Ascenso 2015-16, disputa 42 partidos en la temporada y consigue promediar 9,7 puntos, 3 rebotes y una asistencia por partido. Petrolero termina el torneo el último de la División Sur y el duodécimo de la Conferencia Sur. No obstante, logra disputar la reclasificación con Parque Sur, ganando la serie 3 - 2 y accediendo de esa forma a las eliminatorias, donde sería eliminado por Platense 3 - 1.

### Peñarol
Jerónimo regreso a Peñarol para ocupar una ficha U23 y disputar la Liga Nacional de Básquet 2016-17, disputó 30 partidos promediando 3,6 puntos, 1,9 rebotes y 0,2 asistencias por partidos antes de romperse los ligamentos y despedirse en marzo del 2017 de lo que restaba de la temporada. En la segunda temporada consecutiva desde su regreso  disputó la Liga Nacional de Básquet 2017-18 y vuelve a ocupar una ficha U23.

### Clubes
| Club                   | País      | Año         |
| ---------------------- | --------- | ----------- |
| Peñarol                | Argentina | 2014 - 2015 |
| Petrolero              | Argentina | 2015 - 2016 |
| Peñarol                | Argentina | 2016 - 2018 |
| Parque Sur             | Argentina | 2018 - 2019 |
| And-1                  | Bolivia   | 2019        |
| Unión de Mar del Plata | Argentina | 2019 - 2021 |